# HP Pavilion dv7
La HP Pavilion dv7 es una serie de laptops fabricada por Hewlett-Packard con una pantalla de  17.3". Las Pavilion dv4 tienen una de 14.1" y las dv5 de 15.4".

## Modelos
- dv7t - Usa un procesador Intel
- dv7z - Usa un procesador AMD

## Peso y Dimensiones
|                                                  | dv7t      | dv7z      |
| ------------------------------------------------ | --------- | --------- |
| Peso (Con la batería estándar)                   | 7.64 lb.  | 7.57 lb.  |
| Ancho (De izquierda a derecha)                   | 15.59 in. | 15.59 in. |
| Profundidad (Desde el frente a la parte trasera) | 11.22 in. | 11.22 in. |
| Altura (Máx.) (Espesor)                          | 1.66 in.  | 1.66 in.  |
| Altura (Mín.) (Espesor))                         | 1.31 in.  | 1.31 in.  |

Nota: El peso varía según la configuración.

## Características personalizables
Las siguientes características personalizables están disponibles solo en Estados Unidos (HP CTO Notebooks).
| Color                                                                                      | dv7t | dv7z |  |
| Onyx                                                                                       | Sí ✓ | Sí ✓ |  |
| Bronze                                                                                     | Sí ✓ | Sí ✓ |  |
|                                                                                            |      |      |  |
| Sistema Operativo                                                                          | dv7t | dv7z |  |
| Windows 7 Home Premium 32-Bit                                                              | Sí ✓ | Sí ✓ |  |
| Windows 7 Home Premium 64-Bit                                                              | Sí ✓ | Sí ✓ |  |
| Windows 7 Business 32-Bit                                                                  | Sí ✓ | Sí ✓ |  |
| Windows 7 Ultimate 64-Bit                                                                  | Sí ✓ | Sí ✓ |  |
|                                                                                            |      |      |  |
| Procesadores(AMD)                                                                          | dv7t | dv7z |  |
| (AMD Sempron)                                                                              |      |      |  |
| (AMD Athlon 64 X2)                                                                         |      |      |  |
| QL-60 (1.9 GHz, 1MB (1 L2 Cache)                                                           |      | Sí ✓ |  |
| (AMD Turion 64 X2)                                                                         |      |      |  |
| RM-72 (2.1 GHz, 1MB L2 Cache)                                                              |      | Sí ✓ |  |
| ZM-80 (2.1 GHz, 2MB L2 Cache)                                                              |      | Sí ✓ |  |
| ZM-82 (2.2 GHz, 2MB L2 Cache)                                                              |      | Sí ✓ |  |
| ZM-84 (2.3 GHz, 2MB L2 Cache)                                                              |      | Sí ✓ |  |
| ZM-86 (2.4 GHz, 2MB L2 Cache)                                                              |      | Sí ✓ |  |
|                                                                                            |      |      |  |
| Procesadores (Intel)                                                                       | dv7t | dv7z |  |
| (Intel Core 2 Duo)                                                                         |      |      |  |
| T5800 (2.0 GHz, 2MB L2 Cache, 800 MHz FSB)                                                 | Sí ✓ |      |  |
| T5900 (2.2 GHz, 2MB L2 Cache, 800 MHz FSB)                                                 | Sí ✓ |      |  |
| P7350 (2.0 GHz, 3MB L2 Cache, 1066 MHz FSB)                                                | Sí ✓ |      |  |
| P8400 (2.26 GHz, 3MB L2 Cache, 1066 MHz FSB)                                               | Sí ✓ |      |  |
| P8600 (2.40 GHz, 3MB L2 Cache, 1066 MHz FSB)                                               | Sí ✓ |      |  |
| T9400 (2.53 GHz, 6MB L2 Cache, 1066 MHz FSB)                                               | Sí ✓ |      |  |
| T9600 (2.80 GHz, 6MB L2 Cache, 1066 MHz FSB)                                               | Sí ✓ |      |  |
|                                                                                            |      |      |  |
| Pantalla                                                                                   | dv7t | dv7z |  |
| (HP BrightView High-Definition Widescreen)                                                 |      |      |  |
| 17.0" WXGA+ (1440 × 900)                                                                   | Sí ✓ | Sí ✓ |  |
| 17.0" WXGA+ (1440 × 900) Infinity                                                          | Sí ✓ | Sí ✓ |  |
| 17.0" WSXGA+ (1680 × 1050)                                                                 | Sí ✓ | Sí ✓ |  |
| 17.0" WSXGA+ (1680 × 1050) Infinity                                                        | Sí ✓ | Sí ✓ |  |
|                                                                                            |      |      |  |
| Memoria RAM (DDR2 (2 Dimm))                                                                | dv7t | dv7z |  |
| 1GB                                                                                        |      | Sí ✓ |  |
| 2GB                                                                                        | Sí ✓ | Sí ✓ |  |
| 3GB                                                                                        | Sí ✓ | Sí ✓ |  |
| 4GB                                                                                        | Sí ✓ | Sí ✓ |  |
| 8GB                                                                                        | Sí ✓ | Sí ✓ |  |
|                                                                                            |      |      |  |
| Tarjeta gráfica                                                                            | dv7t | dv7z |  |
| Intel GMA 4500MHD                                                                          | Sí ✓ |      |  |
| ATI Radeon HD 3200                                                                         |      | Sí ✓ |  |
| ATI Radeon HD 3450 (256MB)                                                                 |      | Sí ✓ |  |
| ATI Radeon HD 3450 (512MB)                                                                 |      | Sí ✓ |  |
| NVIDIA GeForce 9200M GS (256MB)                                                            | Sí ✓ |      |  |
| NVIDIA GeForce 9600M GT (512MB)                                                            | Sí ✓ |      |  |
|                                                                                            |      |      |  |
| Personalización                                                                            | dv7t | dv7z |  |
| Solo cámara web                                                                            | Sí ✓ | Sí ✓ |  |
| Solo cámara web (Infinity Display)                                                         | Sí ✓ | Sí ✓ |  |
| Cámara web + Lector de huellas digitales                                                   | Sí ✓ | Sí ✓ |  |
| Cámara web + Lector de huellas digitales(Infinity Display)                                 | Sí ✓ | Sí ✓ |  |
|                                                                                            |      |      |  |
| Red                                                                                        | dv7t | dv7z |  |
| 802.11b/g Wi-Fi                                                                            |      | Sí ✓ |  |
| 802.11b/g Wi-Fi + Bluetooth                                                                |      | Sí ✓ |  |
| 802.11a/b/g/n Wi-Fi                                                                        |      | Sí ✓ |  |
| 802.11a/b/g/n Wi-Fi + Bluetooth                                                            |      | Sí ✓ |  |
| Intel WiFi Link 5100AGN                                                                    | Sí ✓ |      |  |
| Intel WiFi Link 5100AGN + Bluetooth                                                        | Sí ✓ |      |  |
|                                                                                            |      |      |  |
| Internet móvil                                                                             | dv7t | dv7z |  |
| ExpressCard para Verizon Wireless V740 (El servicio de Verizon debe ser activado)          |      |      |  |
|                                                                                            |      |      |  |
| Disco rígido                                                                               | dv7t | dv7z |  |
| 500GB (250GB × 2) + HP ProtectSmart                                                        | Sí ✓ | Sí ✓ |  |
| 640GB (320GB × 2) + HP ProtectSmart                                                        | Sí ✓ |      |  |
| (7200 rpm SATA)                                                                            |      |      |  |
| 200GB + HP ProtectSmart                                                                    |      | Sí ✓ |  |
| 320GB + HP ProtectSmart                                                                    |      | Sí ✓ |  |
| 500GB (250GB × 2) + HP ProtectSmart                                                        | Sí ✓ |      |  |
| 640GB (320GB × 2) + HP ProtectSmart                                                        | Sí ✓ |      |  |
|                                                                                            |      |      |  |
| dv5tse                                                                                     | dv7t | dv7z |  |
| SuperMulti 8× DVD+/-R/RW Con soporte para doble capa (Double Layer)                        | Sí ✓ | Sí ✓ |  |
| LightScribe SuperMulti 8× DVD+/-RW Con soporte para doble capa (Double Layer)              | Sí ✓ | Sí ✓ |  |
| Blu-Ray ROM + SuperMulti DVD+/-R/RW Con soporte para doble capa (Double Layer)             | Sí ✓ | Sí ✓ |  |
| LightScribe Blu-Ray ROM + SuperMulti DVD+/-R/RW Con soporte para doble capa (Double Layer) | Sí ✓ | Sí ✓ |  |
|                                                                                            |      |      |  |
| 'TV y Entretenimiento                                                                      | dv7t | dv7z |  |
| Sin sintonizador de TV, con control remoto                                                 | Sí ✓ | Sí ✓ |  |
| Sintonizador híbrido de HDTV HP Integrado                                                  | Sí ✓ |      |  |
|                                                                                            |      |      |  |
| Batería primaria (Batería de Ion-Litio)                                                    | dv7t | dv7z |  |
| 6 Celdas                                                                                   | Sí ✓ | Sí ✓ |  |
| 8 Celdas                                                                                   | Sí ✓ | Sí ✓ |  |
|                                                                                            |      |      |  |
| Teclado                                                                                    | dv7t | dv7z |  |
| Teclado de HP (con teclado numérico) del mismo color que el equipo                         | Sí ✓ | Sí ✓ |  |